# Egelolf
Egelolf (mort en 1189) est prince-évêque d'Eichstätt de 1171 à 1182.

## Biographie
L'origine d'Egelolf est inconnue, aucun document d'Eichstätt ne le mentionne. Franz Heidingsfelder soupçonne par conséquent une nomination de Frédéric Barberousse en conflit avec l'Église catholique. Egelolf n'a jamais reçu d'ordination épiscopale. Il démissionne le 1er octobre 1182 en raison des conséquences d'un accident vasculaire cérébral.